# مسافة (موسيقى)
في نظرية الموسيقى، المسافة هي الفرق في الحدة بين صوتين. قد تعتبر المسافة أفقية أو خطية أو لحنية إذا كانت تهم العزف المتتالي للنغمات، مثل حدتين متتاليتين في لحن معين؛ وعمودية أو انسجامية إذا كانت تشير إلى نغمات معزوفة في نفس الوقت، كما هو الحال في كورد.
في الموسيقى الغربية، تشير المسافات غالبا للفروق بين نوطات السلم الدياتوني، الأصغر من بين هذه المسافات يسمى «نصف بعد» (ميز عن نصف نوطة). كل مسافة أصغر من نصف بعد تسمى «مايكروتون»، ويمكن تشكيلها باستعمال نوطات من عدة أنواع من السلالم غير الدياتونية. تسمى البعض من أصغر المسافات «كوما»، وتصف التضاربات الصغيرة الموجودة في بعض أنظمة الضبط بين نوطات متكافة تعادليا مثل دو♯ وري♭. يمكن أن تكون المسافات صغيرة اختياريا وقد لا تتمكن الأذن البشرية من تمييزها.
في الفيزياء، المسافة هي النسبة بين ترددين صوتيين. على سبيل المثال، تملك أي نوطتين الفرق بينهما أوكتاف نسبة تساوي 2:1، ويعني هذا أن التزايدات المتتالية في الحدة بنفس المسافة ينتج عنها تزايد أسي في الحدة. لهذا السبب تقاس المسافات عادة ب«السنت»، وهي وحدة مستمدة من لوغاريتم نسبة الحدة.
أكثر نظام تسمية للمسافات يستعمل في نظرية الموسيقى الغربية يصف خاصيتين للمسافة: الجودة (مثالية، كبيرة، صغيرة، مزيدة، ناقصة) والعدد (يونيسون، ثانية، ثالثة، رابعة، إلخ)، وتتضمن أمثلة على هذا الثالثة الصغيرة والخامسة المثالية. لا تحدد هذه الأسماء الفرق بأنصاف البعد بين النوطات العالية والمنخفضة فقط، بل تبين أيضا كيفية تهجئة (كتابة) المسافة. تأتي أهمية التهجئة من عملية التفريق بين نسب ترددات المسافات المتعادلة مثل صول–صول♯ وصول–لا♭.

## وصلات خارجية
- Gardner, Carl E. (1912): Essentials of Music Theory, p. 38
- Encyclopædia Britannica, Interval
- Lissajous Curves: Interactive simulation of graphical representations of musical intervals, beats, interference, vibrating strings
- Elements of Harmony: Vertical Intervals
- Just intervals, from the unison to the octave, played on a drone note